# Догана (Салерно)
Догана је насеље у Италији у округу Салерно, региону Кампанија.
Према процени из 2011. у насељу је живело 40 становника. Насеље се налази на надморској висини од 210 м.